# Alexander Schmorell

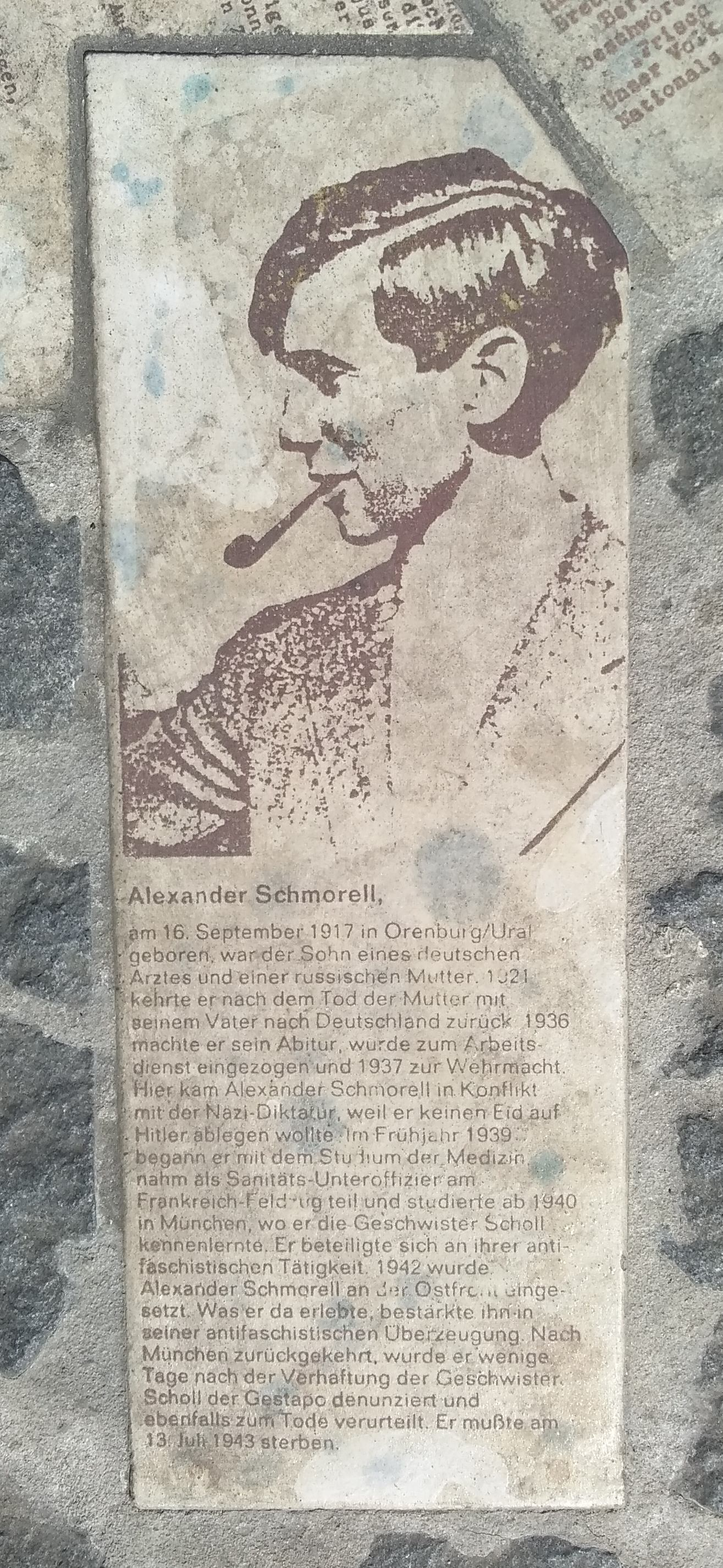
Alexander Schmorell, Detail des Bodendenkmals für die Weiße Rose in München, mit Foto von ca. 1939

Alexander Schmorell (* 3. Septemberjul. / 16. September 1917greg. in Orenburg, Russland; † 13. Juli 1943 in München-Stadelheim) war ein Mitglied der Münchener Widerstandsgruppe Weiße Rose, die er zusammen mit Hans Scholl begründete. In der Russisch-Orthodoxen Kirche wird er als Neumärtyrer verehrt und daher auch Alexander von München genannt.

## Leben

### Herkunft
Alexander Schmorell entstammte der Familie des ostpreußischen Pelzhändlers Karl-August Schmorell (1832–1902), die seit 1855 in der am Ural liegenden Stadt Orenburg ansässig war, dort Ämter in der Stadtverwaltung bekleidete und Industriebetriebe wie Brauereien und Fabriken für chirurgisches Material besaß.
Sein Vater war der deutsche Arzt Hugo Schmorell (1878–1964). Seine russische Mutter Natalja Wwedenskaja war die Tochter eines orthodoxen Priesters. Sie ließ Alexander russisch-orthodox taufen. Als er zwei Jahre alt war, starb sie während des Russischen Bürgerkriegs an Typhus. Der Vater heiratete in zweiter Ehe Elisabeth geb. Hoffmann (1892–1982).
Mit seinem Vater und seiner Stiefmutter zog Alexander 1921 im Alter von vier Jahren nach München. Das russische Kindermädchen kam mit nach Deutschland. Sie nahm in seiner Entwicklung die Stelle der verstorbenen Mutter ein. Da sie kaum Deutsch sprach, wuchs Alexander Schmorell zweisprachig auf. Die Familie wohnte in der Villenkolonie Menterschwaige, Benediktenwandstraße 12.
Alexander Schmorell besuchte eine private Volksschule und ab 1928 das humanistische Wilhelmsgymnasium. 1935 wechselte zum Neuen Realgymnasium. Dort lernte er Christoph Probst kennen und freundete sich mit ihm an.

### Reichsarbeitsdienst und Militärdienst
Nach dem Abitur im März 1937 wurde Schmorell zum Reichsarbeitsdienst im Allgäu eingezogen. Er wurde beim Straßenbau im Allgäu eingesetzt. Den Arbeitsdienst erlebte er als Herrschaftsinstrument des nationalsozialistischen Systems. Ein starker Widerwille gegen den NS-Staat begann in ihm zu wachsen.
Sein Dienst in der Wehrmacht begann im November 1937. Er war ein begeisterter Reiter und kam zur Kavallerie im Artillerie-Regiment 7 in München. Als er den Führereid ablegen musste, brachte ihn das in anhaltende Gewissensnöte. Diese trug er nach etwa vier Wochen seinem Kommandeur vor und bat vergeblich um seine Entlassung aus dem Heer. 1938 nahm er als Soldat beim Anschluss Österreichs und anschließend am Einmarsch der Wehrmacht in die Tschechoslowakei teil.

### Studium
Nach seinem Wehrdienst begann Schmorell auf Anregung seines Vaters im Sommersemester 1939 ein Medizinstudium an der Universität Hamburg, wo er Traute Lafrenz kennenlernte. Im Sommer 1940 musste er als Sanitätsunteroffizier am Frankreichfeldzug teilnehmen.
Im September 1940 kam Schmorell zur Weiterführung des Studiums zurück nach München. Er wurde der 2. Studentenkompanie der Medizinstudenten (Bergmannstraße) zugeteilt, wo er Ende Juni 1941 Hans Scholl und ab Sommersemester 1942 auch Willi Graf kennenlernte.

### Künstlerische Tätigkeit
Schmorell war auch künstlerisch begabt. Bei privaten Zeichenkursen des Ateliers von Hein König in Schwabing lernte er im Herbst 1941 Lilo Ramdohr kennen. In ihrer Wohnung zeichneten sie zusammen ein Porträt des Stadtstreichers Alois Pitzinger. Von ihm stammt eine skizzenhafte Zeichnung von Lili Rahmdohr am Klavier.
Schmorell liebte vor allem die Bildhauerei. Er wurde Privatschüler bei Lilo Ramdohrs Nachbarn, dem Bildhauer Karl Baur, in der Prinzenstraße in Neuhausen. Sein Vater richtete ihm ein Atelier ein, in das er sich manchmal tagelang zurückzog. Er schuf unter anderem eine Beethoven-Büste.

### Die Weiße Rose

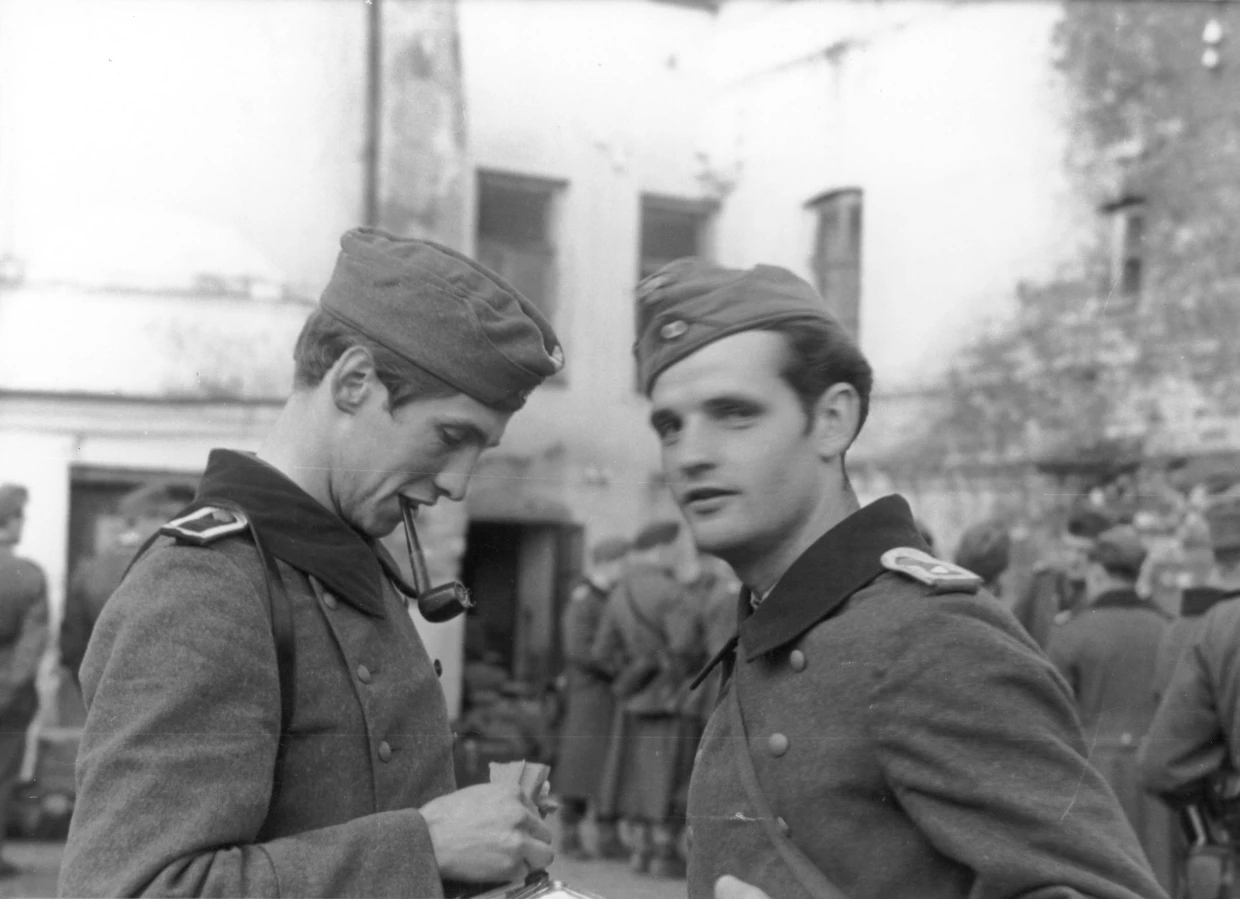
Alexander Schmorell und Hans Scholl 1942 in Gschatsk, Russland

Die Widerstandsgruppe Weiße Rose bestand in ihrer ersten Phase, im Sommer 1942, aus nur zwei Personen: Alexander Schmorell und Hans Scholl. Sie entstand, als die beiden Medizinstudenten von Mai bis Juli 1942 die ersten vier Flugblätter der Weißen Rose schrieben, in einer Auflage von jeweils etwa 100 Exemplaren vervielfältigen und mit der Post verschickten. Sie wählten für diese vier Flugblätter die Überschrift Flugblätter der Weissen Rose und wurden damit Namensgeber der Widerstandsgruppe.
In den Semesterferien wurden Medizinstudenten wieder zur sogenannten Feldfamulatur an die Kriegsfront abkommandiert, um den Soldaten medizinische Hilfe zu leisten. So reiste Schmorell, als Sanitätsfeldwebel in der Studentenkompanie, im Juli 1942 gemeinsam mit Hans Scholl, Willi Graf, Hubert Furtwängler und Jürgen Wittenstein an die Ostfront. Er vermittelte den Freunden dabei ein näheres Verständnis seines Geburtslandes. Nach der Rückkehr im November setzte er im Wintersemester 1942/43 sein Studium in München fort.
Gegen Ende November 1942 reiste Schmorell durch Vermittlung der Freundin Lilo Ramdohr zusammen mit Hans Scholl zu Falk Harnack nach Chemnitz, um Verbindung mit Widerstandskreisen in Berlin aufzunehmen. Im Dezember 1942 suchte er mit Hans Scholl den Kontakt zu Kurt Huber.
Im Januar 1943 verfassten sie gemeinsam das fünfte Flugblatt „Aufruf an alle Deutschen!“. Ende Januar übernahm Schmorell einen gefährlichen Kurierdienst: Mit einem Koffer voller Flugblätter reiste er mit der Bahn nach Österreich; in Salzburg, Linz und Wien warf er die Flugblätter als Postsendungen in Briefkästen. (Sophie Scholl hatte kurz zuvor eine Kurierfahrt mit der Bahn nach Augsburg und Ulm auf sich genommen.) Im Februar schrieb er zusammen mit Hans Scholl und Willi Graf Parolen wie „Nieder mit Hitler“ und „Freiheit“ an Hauswände in München.

### Fluchtversuch und Verhaftung
Nach der Verhaftung von Christoph Probst und den Geschwistern Scholl am 18. Februar 1943 versuchte Schmorell mit Unterstützung verschiedener Bekannter und mit einem gefälschten Pass über Schloss Elmau in die Schweiz zu fliehen. Dies scheiterte, als eine Bekannte, die ihn nach Innsbruck bringen wollte, nicht am Treffpunkt in Klais erschien. Sie hatte die vereinbarte Uhrzeit „6 Uhr“ als „6 Uhr abends“ verstanden und verpasste daher Schmorell, der um 6 Uhr morgens auf sie gewartet hatte. Mit Hilfe eines russischen Kutschers konnte er sich noch einige Tage lang in Elmau versteckt halten. Als er bereits zum zweiten Mal von zwei Polizisten aus  Mittenwald kontrolliert wurde, halfen ihm wieder die perfekt gefälschten Papiere. Er fühlte sich aber nicht mehr sicher und kehrte nach München zurück.

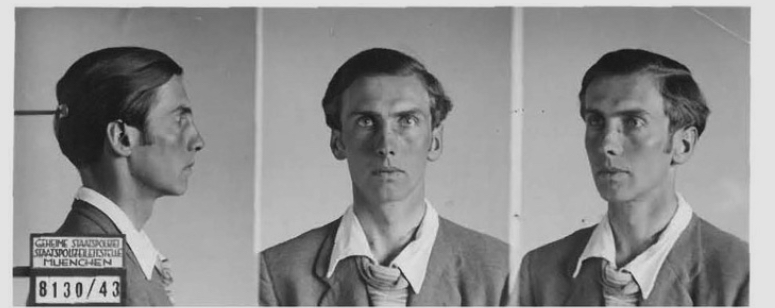
Fotos von Alexander Schmorell nach seiner Festnahme durch die Gestapo

Am 24. Februar, dem Tag der Beerdigung seiner Freunde, wurde Schmorell verhaftet. An diesem Tag wurde in den Münchener Zeitungen die  Fahndung der Kriminalpolizei nach ihm bekannt gemacht, mit Bild und einer steckbrieflichen Beschreibung seiner Person. Als Belohnung für die Mithilfe bei der Ergreifung war eine Belohnung in Höhe von 1000 RM (entspricht heute ungefähr 4.700 EUR) ausgesetzt. In einem Luftschutzkeller am Habsburgerplatz in München wurde er erkannt und denunziert. Als ihm ein Mann die Festnahme ankündigte, versuchte er noch zu fliehen. Männern in Uniform eilten herbei, überwältigten ihn und übergaben ihn der Polizei.
Im Garmisch-Partenkirchner Tagblatt und in der Salzburger Zeitung erschien die Meldung zur steckbrieflichen Suche nach Schmorell am Tag nach seiner Festnahme.

### Verurteilung und Hinrichtung

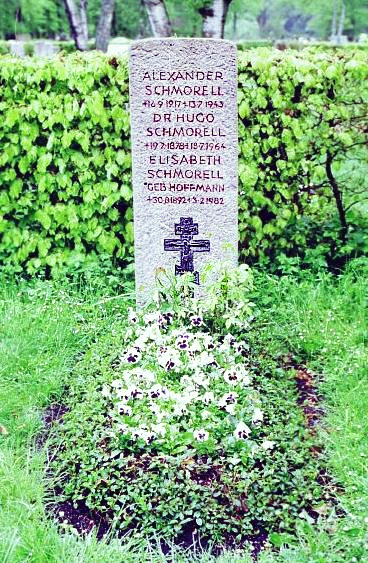
Grab der Familie Schmorell in München

Schmorell wurde am 19. April 1943 im zweiten Weiße-Rose-Prozess vom Volksgerichtshof zum Tode verurteilt. Bis zur Hinrichtung vergingen noch fast drei Monate. Am Morgen vor seiner Hinrichtung legte er in Anwesenheit eines russischen Seelsorgers die Beichte ab und schrieb einen Abschiedsbrief an seine Familie. Der Brief endet mit den Worten:

„In wenigen Stunden werde ich im besseren Leben sein, bei meiner Mutter und ich werde Euch nicht vergessen, werde bei Gott um Trost und Ruhe für Euch bitten. Und werde auf Euch warten! Eins vor allem lege ich Euch ans Herz: Vergeßt Gott nicht!!!“

Im Alter von 25 Jahren wurde Alexander Schmorell am 13. Juli 1943 zusammen mit Kurt Huber im Gefängnis München-Stadelheim durch das Fallbeil hingerichtet.
Sein Leichnam wurde auf dem Friedhof am Perlacher Forst beigesetzt. In dem Familiengrab sind auch sein Vater und seine Stiefmutter bestattet (Grab Nr. 76-1-26).

## Gedenken und Ehrungen

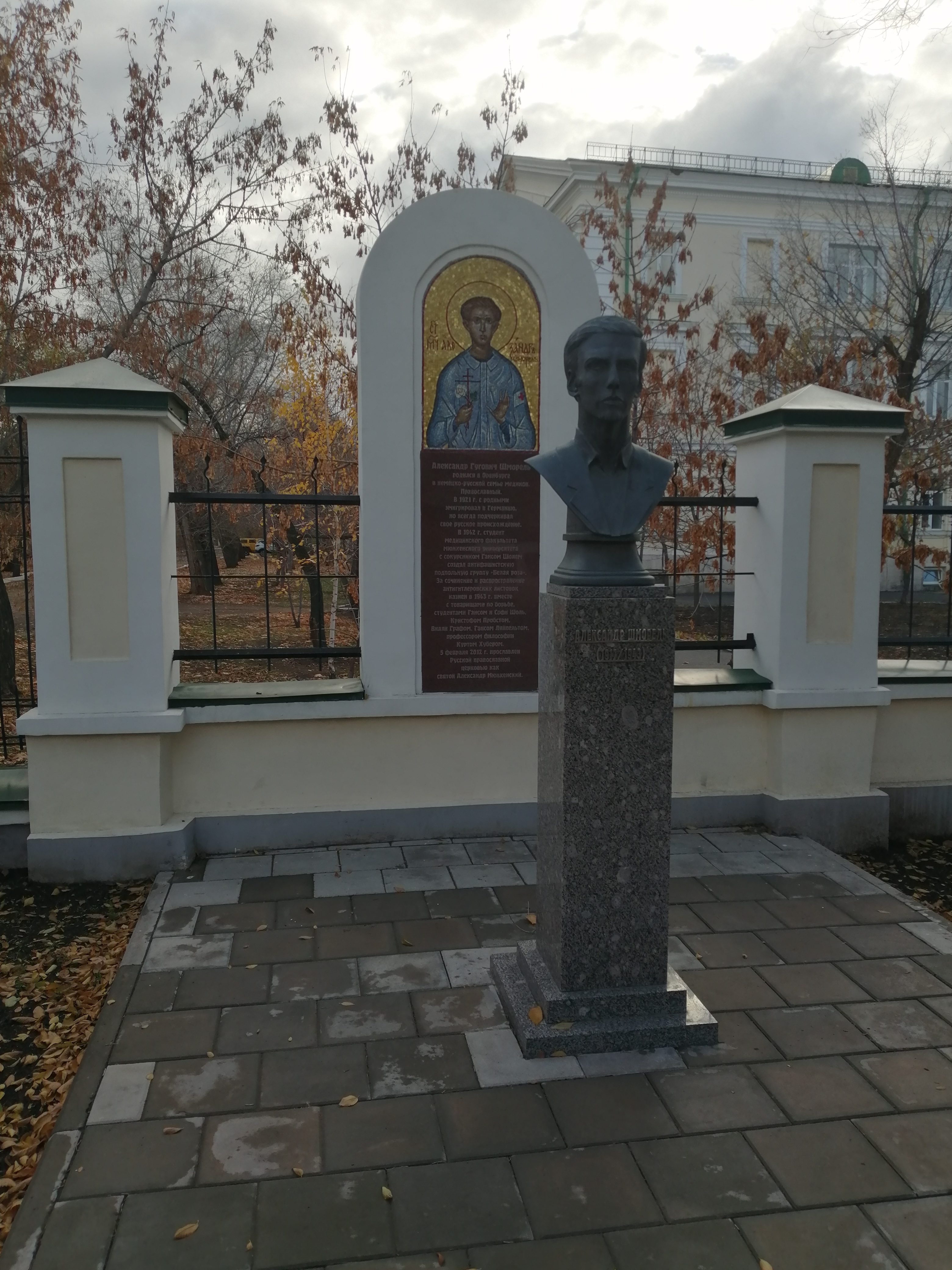
Denkmal in Orenburg

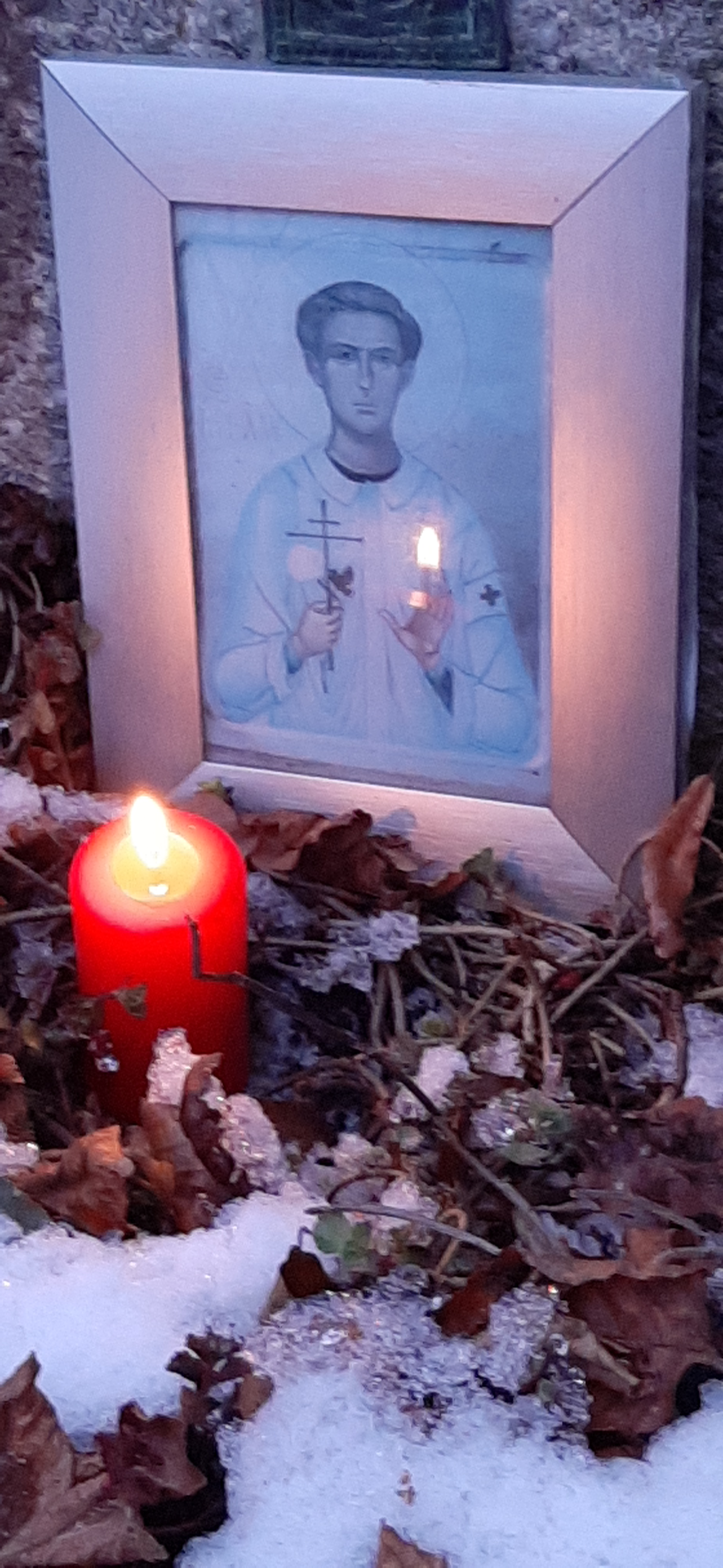
Ikone des heiligen Alexander von München an seinem Grab

### In Deutschland
In Rostock und Kassel sind Schulen nach Schmorell benannt. In Grünwald, Halle (Westfalen), Bad Oeynhausen, Westerstede, der Gemeinde Schlangen, in Unterhaching, Neuss und in Dormagen gibt es Alexander-Schmorell-Straßen, in München-Harlaching und Raunheim (Hessen) einen Schmorellplatz. Am Schmorellplatz in München wurde am 16. Oktober 2024 ein Erinnerungszeichen für Schmorell enthüllt.

### In Orenburg
Im Schmorells Geburtsstadt Orenburg in Russland gibt es in der Staatlichen Pädagogischen Universität ein Weiße-Rose-Gedenkzentrum mit einer Dauerausstellung. Sie wurde in der Fakultät für Fremdsprachen eingerichtet. Die Weiße Rose Stiftung vergibt in Orenburg jährlich Alexander-Schmorell-Stipendien an vier Studenten der Germanistik bzw. der Pädagogik.
Im Jahr 2020 wurde vor dem Gebäude der Medizinischen Fakultät in Orenburg zu Ehren von Schmorell ein Denkmal errichtet.

### Heiligsprechung in der Russisch-Orthodoxen Kirche
Im Jahr 2007 beschloss das Bischofskonzil der Russischen Orthodoxen Kirche im Ausland die Heiligsprechung von Alexander Schmorell als Neumärtyrer. Der Festakt zur Heiligsprechung als Neumärtyrer mit dem Namen Alexander von München fand am 5. Februar 2012 in der Münchner Kathedralkirche statt, unweit seines Grabs auf dem Friedhof am Perlacher Forst. Laut einer Pressemitteilung von Radio Vatikan entsprach die russisch-orthodoxe Heiligsprechung Schmorells in München „in etwa einer Seligsprechung in der römisch-katholischen Kirche“.
Die Initiative zur Heiligsprechung war von der russisch-orthodoxen Gemeinde in München ausgegangen. Nikolai Artemoff, Erzpriester der Russischen Orthodoxen Kirche in Deutschland und Leiter der Gemeinde in München, erläuterte: „Auch bei uns gibt es die Tradition der örtlichen Verehrung.“ Anlässlich der Heiligsprechung sagte er, diese sei ein „längst überfälliger Schritt“. Mit ihr werde anerkannt, dass Schmorell ein vorbildlicher Christ gewesen sei, der im Widerstand gegen die Nationalsozialisten „auch für seinen Glauben“ starb.
Wenige Jahre nach der Heiligsprechung in München, die zunächst nur für die Russische Orthodoxe Kirche im Ausland galt, übernahm die übergeordnete Russisch-Orthodoxe Kirche die Heiligsprechung. Dies wurde mit einer Zeremonie in Moskau gefeiert. Die Weiße Rose Stiftung erhielt Dokumente und Bilder von der Heiligsprechung in Moskau.
Der Gedenktag des heiligen Alexander von München in der Liturgie ist der Tag der Hinrichtung, der 13. Juli.
Auf den Ikonen hält Alexander das russisch-orthodoxe Dreibalkenkreuz und zumeist als persönliches Symbol eine weiße Rose in der rechten Hand. Auf den meisten Ikonen trägt er als weiteres persönliches Symbol eine weiße Armbinde mit rotem Kreuz, die auf seine Einsätze als Sanitäter hinweist.